# Bołat Bakaułow
Bołat Żumabekuły Bakaułow (kaz. Болат Жұмабекұлы Бақауов, ur. 27 czerwca 1971 we wsi Nowokuźminka w rejonie żelezinskim w obwodzie pawłodarskim) – kazachski polityk.

## Życiorys
Początkowo pracował w sowchozie, po rozpadzie ZSRR kierował małym przedsiębiorstwem, a później gospodarstwem rolnym. W 2003 ukończył Kazachstański Instytut Prawa i Stosunków Międzynarodowych, a w 2005 Międzynarodową Akademię Biznesu, w 2016 uzyskał dyplom na Międzynarodowym Uniwersytecie Eurazjatyckim. Od grudnia 2008 do października 2011 był akimem jednego z rejonów w obwodzie pawłodarskim, od października 2011 do kwietnia 2014 akimem Aksu, od kwietnia 2014 do marca 2016 akimem Pawłodaru, a od 25 marca 2016 do 25 stycznia 2020 akimem obwodu pawłodarskiego. Został odznaczony Orderem Kurmet (2015) i kilkoma medalami.
17 stycznia 2020 został aresztowany przez sąd na 2 miesiące w związku z zarzutami korupcyjnymi, 19 lutego 2020 poddany aresztowi domowemu, 27 maja 2020 skazany na 3,5 roku więzienia jako winny nadużywania służbowych pełnomocnictw, które pociągnęły za sobą poważne następstwa. Jednocześnie otrzymał dożywotni zakaz pełnienia funkcji publicznych.